# مسخر البلاد
مُسخِّر البـِلاد کتابی است تاریخی دربارهٔ سرزمین فرارود، خاندان شیبانیان و روابط ایرانیان و ازبکان در دوره صفویه، نوشته محمدیار بن عرب قطغان در سده ۱۰ق.
نویسنده در این اثر به شرح روابط صفویان و ازبکان از روزگار شاه اسماعیل اول تا دوران پادشاهی عبدالله خان ازبک می‌پردازد. از آنجایی که نویسنده خود در دوران عبدالله خان حضور داشته، اطلاعات ارزنده‌ای به خواننده عرضه می‌دارد. نویسنده از شرح روابط صفویه و ازبکان در دوران شاه اسماعیل دوم و محمد خدابنده به شتاب گذشته و حوادث دوران پادشاهی شاه عباس و ارتباط او با ازبکان را تا دوران عبدالله خان ازبک نیز به طور ناقص بیان می‌کند.
این اثر همچنین به بیان پیوند فرهنگ ایرانی و به‌ویژه تأثیر زبان فارسی در قلمرو شیبانیان پرداخته است. مسخر البلاد به جهت کاربرد برخی واژه‌های فرارودی می‌تواند از دید زبان‌شناسی نیز دارای اهمیت باشد.